# Grant Ward
Grant Ward, né le 5 décembre 1994 à Lewisham, en Angleterre, est un footballeur anglais évoluant au poste de milieu de terrain au Bristol Rovers.

## Biographie
Le 2 août 2016, il s'engage avec Ipswich Town. Le 6 août, lors de son premier match avec les Tractor Boys, il marque un triple contre le Barnsley.
Le 28 décembre 2019, il s'engage, pour deux saisons plus une en option, en faveur du Blackpool Football Club, qui évolue alors en EFL League One. 
Le 27 janvier 2023, il rejoint Bristol Rovers.